# Hernando Buitrago
José Hernando Buitrago Arango (Líbano, Tolima, Colombia; 5 de noviembre de 1970) es un árbitro de fútbol de origen colombiano. Es abogado penalista egresado de la Universidad Autónoma de Colombia.

## Trayectoria
Ha arbitrado desde 1996 en la Primera B y desde el año 2000 en la Primera A en Colombia. Desde 2006 es árbitro internacional con la escarapela FIFA, lo que le ha dado la posibilidad de ejercer como árbitro en cuatro torneos internacionales de selecciones (Campeonato Sudamericano Sub-17 de 2007, Copa Mundial de Fútbol Sub-20 de 2007, Copa Mundial de Fútbol Sub-17 de 2007 y Copa Mundial de Fútbol Sub-20 de 2011), además de partidos en la Copa Libertadores y la Copa Sudamericana.

## Polémicas
En su trayectoria como árbitro ha sido sancionado dos veces por la comisión arbitral de la División Mayor del Fútbol Colombiano: en el Torneo Finalización 2007 por sancionar un penal inexistente a favor de Millonarios frente a Cúcuta Deportivo, y en 2008, por cuatro fechas, por sancionar un penal inexistente a favor del Once Caldas frente al Envigado FC.
A mediados de 2009, Buitrago fue protagonista de la sanción por dos años al presidente del club Itagüí Ditaires de la Primera B, ya que en un informe arbitral suyo acusó al dirigente José Fernando Salazar de ofrecerle un presunto soborno en el partido de ida de la final del Torneo Apertura frente al Cortuluá.
En la última fecha del torneo Apertura 2011, en partido Cúcuta Deportivo vs Boyacá Chicó, el árbitro fue de nuevo protagonista por haber sancionado un penalti a minutos de haber terminado el partido, por lo cual el cúcuta deportivo clasificó al haber cobrado el penalti obtuvo los 3 puntos y dejó por fuera de los octavos de final al Boyacá Chicó y al Cúcuta deportivo clasificado. El técnico de Boyacá Chicó, Alberto Gamero dijo enfurecido: 

"El árbitro es un criminal"